# Мохаджеран (Хамадан)
Мохаджера́н, или Махаджера́н, или Мара́н-и-Мухаджра́н, или Мухаджира́н (перс. مهاجران‎) — небольшой город на западе Ирана, в провинции Хамадан. Входит в состав шахрестана  Бехар.

## География
Город находится в центральной части Хамадана, в горной местности, на высоте 1 666 метров над уровнем моря.
Мохаджеран расположен на расстоянии приблизительно 30 километров к северо-востоку от Хамадана, административного центра провинции и на расстоянии 245 километров к юго-западу от Тегерана, столицы страны.

## Население
На 2006 год население составляло 7 756 человек; в национальном составе преобладают азербайджанцы, в конфессиональном — мусульмане-шииты.